# 辐射热测量计
辐射热测量计是一种物体测量辐射热量的传感器。

简明原理: 吸收光的辐射功率 → 温度升高 → 改变电阻大小。

特点:该仪器具有很高的灵敏性。相对于其他辐射探测器（比如光电管及光电二极管）而言，辐射热测量计具有比较高的带宽，以及对比较难或者未知的射线的探测（比如远红外射线和太赫射线）
常用有两种：
- 黑球温度计：利用黑体吸收辐射热量最强的原理，用一个涂黑色的空心铜球和一支插在铜球中心的温度计构成；测定时悬挂在测点，大约15分钟后可读出稳定读数，同时测定同一地点的气温和风向，可算出平均辐射热强度。
- 热电偶单向辐射热计：可测定来自一个方向的辐射热强度；仪器背面有棋盘形黑白相间铝箱制成的辐射热接收体，其后固定有240对康铜热电偶，仪器正面为电流表。